# Klyuch
Klyuch (en búlgaro: Ключ, «clave», también transliterado Кључ, Ključ, Kliuch, Kljuch, etc.), en griego medieval conocido como Clidio y en latín conocido como Clidium, es un pueblo al sudoeste de Bulgaria, parte del municipio de Pétrich, provincia de Blagóevgrad. Se encuentra a 455 metros sobre el nivel del mar. A partir de 2005, tiene una población de 1.113 y el alcalde es Hristo Markov.
Klyuch se encuentra al pie de los montes del norte de Belasica, al sur del río Strumica, en la región geográfica de Podgorie. El clima es transicional mediterránea, con un mínimo de verano y un máximo de precipitación de invierno.
El pueblo es famoso por la batalla de Clidio del 29 de julio de 1014, en el que las fuerzas del zar Samuel de Bulgaria fueron derrotadas por el ejército del emperador bizantino Basilio II. Después de la batalla, Basilio ordenó que todos los 14 000 prisioneros búlgaros fueran cegados, dejando a un soldado con un solo ojo para guiar a los otros cien a sus hogares.
A cinco kilómetros al norte del pueblo se encuentran las ruinas de la Fortaleza de Samuel, construida entre 1009 y 1013, y el museo del parque nacional Fortaleza de Samuel, creado en 1982 y cuenta con un monumento de bronce a Samuel.
Klyuch es también famosa por varios presuntos casos de ovnis, principalmente popularizada por el local Yakimov Kiril. 
En Klyuch nació el futbolista búlgaro Spas Delev (n. 1989). Él juega en el PFC CSKA Sofia.